# 이만성 (1659년)
이만성(1659년 ~ 1722년)은 조선 후기의 문신으로, 숙종 때 판서를 지냈다. 송시열의 문인이며, 김창집, 이이명, 이건명, 조태채와 노론 일파였다. 본관은 우봉이며, 자는 사추, 호는 귀락당이다. 아버지는 우의정을 지낸 이숙이고, 어머니는 대사성을 지낸 오백령의 딸이다.

## 생애
숙종 때 문과에 급제하여 1697년에 지평이 되고 정언을 거쳐서 다시 지평과 정언을 하다가 1700년에 이조정랑이 되었다. 이후 부수찬, 부교리를 거쳐 1701년에는 이조좌랑을 하다가 겸문학을 거쳐 부교리, 교리를 했는데 이 당시 노론 일파로써 장희빈의 사사를 주청했다. 이후 부응교, 교리, 사간, 겸보덕을 거쳐서 연이어 교리, 집의, 부응교, 시강관을 하다가 다시 겸보덕이 되고 곧 교리를 거쳐서 응교가 되었다. 이후 겸필선, 교리, 보덕, 시강관, 시독관을 두루 했고 연이어 다시 교리, 시독관, 집의를 하면서 노론의 중심인물로 성장해 나간다. 연이어서 다시 교리, 시독관, 보덕, 집의를 다시 하다가 1705년에 승지가 되며 당상관이 되었다. 이후 대사성과 이조참의를 거쳐서 다시 우부승지가 되었으며 이후 대사성, 대사헌, 도승지, 동지의금부사를 거쳐서 이후 다시 대사성을 하다가 한성부우윤으로 승진한다. 이로써 재상의 반열에 오른 것이다. 1709년에 대사성을 거쳐서 1710년에는 이조참판으로 승진, 이후 1711년에는 충청도순무사로 외직에 나가서 민정을 다스렸으며 이후 이조참판과 대사간, 대사헌을 하다가 다시 이조참판, 형조참판을 거쳐서 1712년에 다시 동지의금부사를 지내고 곧 다시 이조참판이 되었다. 이후 동지경연사를 겸하고, 곧 도승지를 하다가 다시 이조참판이 되었다. 이후 대사성, 부제학, 이조참판을 하다가 곧 다시 도승지가 되었다. 이후 경기도관찰사로 외직에 나갔다가 1716년, 병신처분 이후에는 형조판서에 올라서 정경의 반열에 오른다. 이후 노론의 핵심인물로 활약했으며 이후 이조판서, 예조판서를 거쳐서 공조판서, 병조판서를 하게 된다. 이후 동지경연사를 다시 겸하다가 경종 즉위 후 병조판서가 되었고 이후 한성부판윤과 형조판서, 병조판서를 하면서 우부빈객을 겸한다. 이후 지의금부사와 이조판서를 거쳐서 다시 병조판서가 되지만 1721년에 신임사화로 축출되고 유배된 뒤 유배지에서 죽는다. 영조 즉위 후 신원된다.

## 오백령, 오시수 가문과의 관계
귀락당 이만성은 어머니가 묵재 오백령의 딸인데, 묵재 오백령은 이만성의 외할아버지가 된다. 그런데 오백령의 증손자가 남인 청남의 핵심인물이자 우의정까지 지내다가 경신환국으로 사사된 수촌 오시수인데 그와도 가족관계로 얽혀져 있다.